# هستر يوناس
هستر يوناس (بالألمانية: Hester Jonas)‏ (و. العقد 1570 – 1635 م) هي قابلة ألمانية، ولدت في مونهايم آم راين، توفيت في نويس.